# Merleta

Brasão de armas de Dundalk

Uma merleta é uma ave mítica usada em heráldica. As merletas são similares às andorinhas mas têm tufos de penas em vez de patas. 
A incapacidade da merleta de aterrar é vista como símbolo da constante busca pela sabedoria, fazendo por essa razão parte dos brasões de muitas instituições educativas do Reino Unido. 

## Fonte
Arthur Charles Fox Davies, A Complete Guide to Heraldry, Kessinger Publishing, 2004. ISBN 1-4179-0630-8